# Anthony Hope

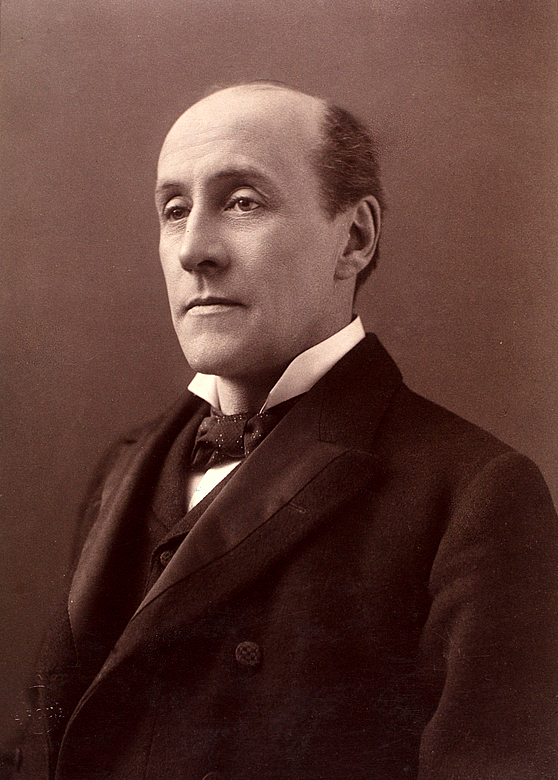
Anthony Hope Hawkins

Anthony Hope war das Pseudonym von Sir Anthony Hope Hawkins (* 9. Februar 1863 in London; † 8. Juli 1933 in Walton-on-the-Hill, Surrey), einem britischen Rechtsanwalt und Schriftsteller.
Anthony Hope war ein Sohn von Reverend Edward Connerford Hawkins, einem anglikanischen Geistlichen, und Jane Isabella Grahame. Er verließ die Universität Oxford 1885 mit einem first-class degree und wurde Anwalt in London. Er heiratete 1903, hatte zwei Söhne und eine Tochter. Während des Ersten Weltkrieges arbeitete er im Ministry of Information. 1918 wurde er für seine Verdienste während des Krieges zum Ritter geschlagen.
Sein erstes Buch war A Man of Mark (1890), später schrieb er The Dolly Dialogues (1894). Den größten Erfolg hatte er mit The Prisoner of Zenda (dt. „Der Gefangene von Zenda“). Anschließend verfasste er Rupert of Hentzau (1898) und viele weitere Bücher.
Am Wohnhaus, Bedford Square 41 in London, befindet sich eine blaue Gedenkplakette, die an ihn erinnert.